# Администрация фермерских домов
Администрация фермерских домов (англ. Farmers Home Administration, FmHA) — бывшее правительственное агентство США, которое было создано в августе 1946 года вместо Администрации по защите фермерских хозяйств. Оно заменило Администрацию по переселению во время Великой депрессии и действовало до 2006 года. Миссия и программы FmHA заключались в предоставлении кредитов для сельского хозяйства и развития сельских районов. Прямые и гарантированные кредиты предоставлялись индивидуальным фермерам, семьям с низким доходом и пожилым людям в сельской местности.
Кредиты разрешалось выдавать на строительство жилья, улучшение фермерских хозяйств, создание систем водоснабжения и оказание помощи в чрезвычайных ситуациях. FmHA также предоставляло кредиты и гранты на развитие сельских районов. Программа привела к росту афроамериканского землевладения на Юге; например, в 1940-х годах в округе Холмс (штат Миссисипи), число чёрных землевладельцев увеличилось. В 1960 году в округе оставалось 800 черных землевладельцев, которым принадлежало 50 % земли округа. Несмотря на это, FmHA отдавало предпочтение более крупным белым фермерам, из-за чего чёрным фермерам было труднее сохранить свои земли. Многие фермеры подвергались дискриминации из-за своей активности в движении за гражданские права.
В период с 1947 по 1994 год FmHA расширило доступность кредитов и размер займов. В более поздние годы FmHA предоставляло кредиты частным лицам и общинам для несельскохозяйственного использования. В 1994 году Министерство сельского хозяйства США было реорганизовано, и функции FmHA были переданы Агентству по обслуживанию ферм. В 2006 году деятельность FmHA была полностью прекращена. Его жилищные и общественные программы были переданы вновь образованному Департаменту сельского развития министерства сельского хозяйства США.